# 新川町駅
新川町駅（しんかわまちえき）は愛知県碧南市新川町三丁目113にある、名古屋鉄道三河線の駅。駅番号はMU09。manacaが使用可能である。
本項ではかつて当駅から分岐していた新川口支線（しんかわぐちしせん）についても記述する。

## 歴史
- 1914年（大正3年）2月5日 - 三河鉄道の駅として開業[1]。
- 1915年（大正4年）8月17日 - 当駅・新川口駅間の新川口支線（新川臨港線）が開業[1]。
- 1941年（昭和16年）6月1日 - 三河鉄道が名古屋鉄道に合併。同社三河線の駅となる。
- 1944年（昭和19年）7月 - 駅舎改築[2]。
- 1955年（昭和30年）2月1日 - 新川口支線（新川臨港線）廃止[1]、新川町駅の構内側線扱いに[3]。
- 1977年（昭和52年）5月25日 - 貨物営業廃止[4]（旧新川口支線含む貨物側線の撤去時期不明）。
- 1992年（平成4年）8月1日 - 無人化[5]。
- 2001年（平成13年）1月5日 - 駅舎を改装した「新川まちかどサロン」が開設される[6]。
- 2005年（平成17年）9月14日 - 「トランパス」導入
- 2011年（平成23年）2月11日 - ICカード乗車券「manaca」供用開始。
- 2012年（平成24年）2月29日 - トランパス供用終了。

## 駅構造
相対式2面2線の地上駅で、駅集中管理システム（管理駅は知立駅）が導入された無人駅である。互いのホームは構内踏切で連絡している。
券売機や改札がある新駅舎の手前に旧駅舎が公共施設として残されており、「新川まちかどサロン」の名称で自治体側が維持管理している。駅集中管理システムの導入前は新川まちかどサロンで一部の乗車券を発売する簡易委託駅であった
（委託解除時点では尾西線以外で唯一の簡易委託駅）。
| 番線 | 路線              | 方向 | 行先     |
| ---- | ----------------- | ---- | -------- |
| 1    | MU 三河線（海線） | 下り | 知立ゆき |
| 2    | MU 三河線（海線） | 上り | 碧南ゆき |

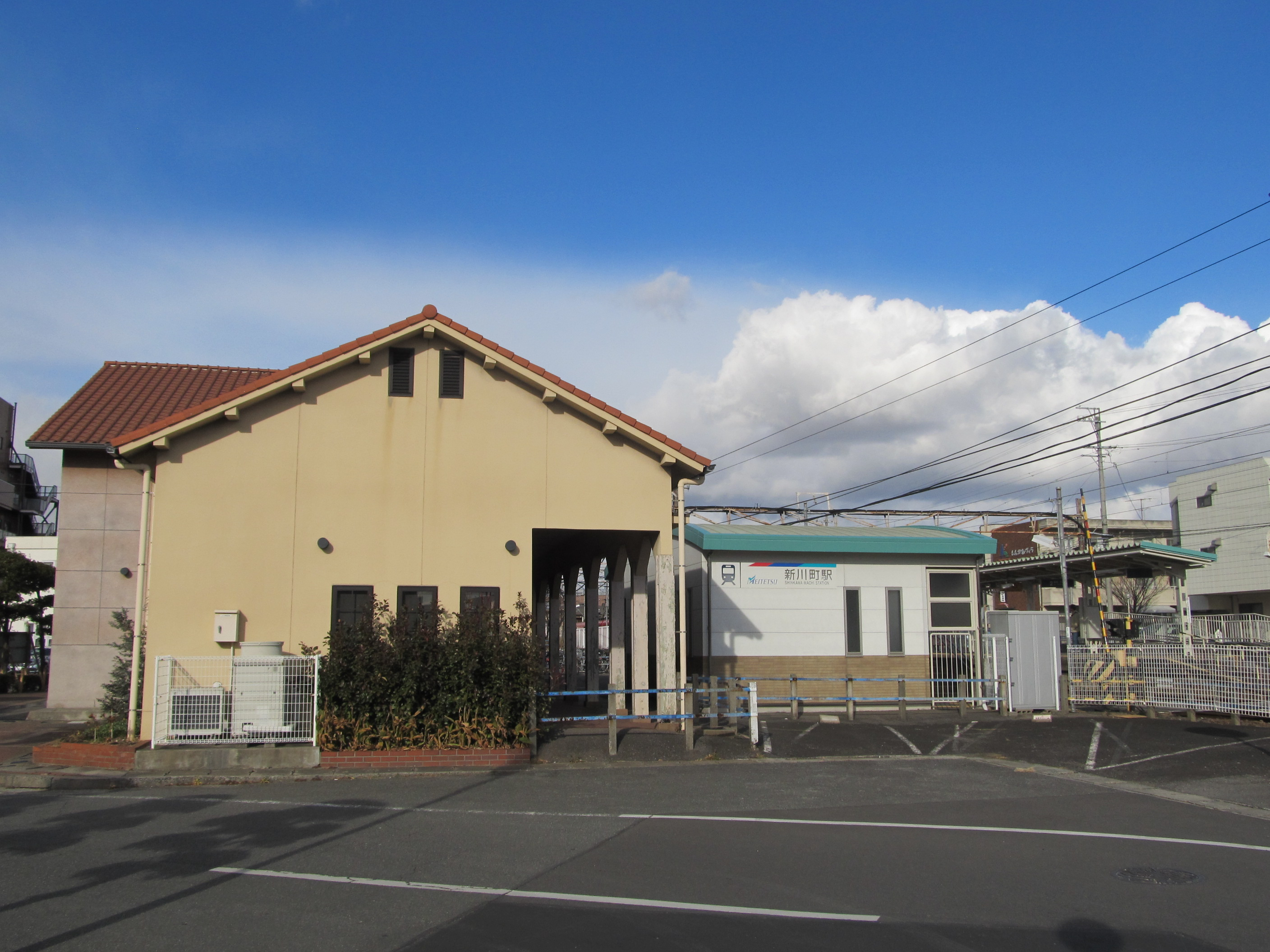
新旧駅舎の位置関係
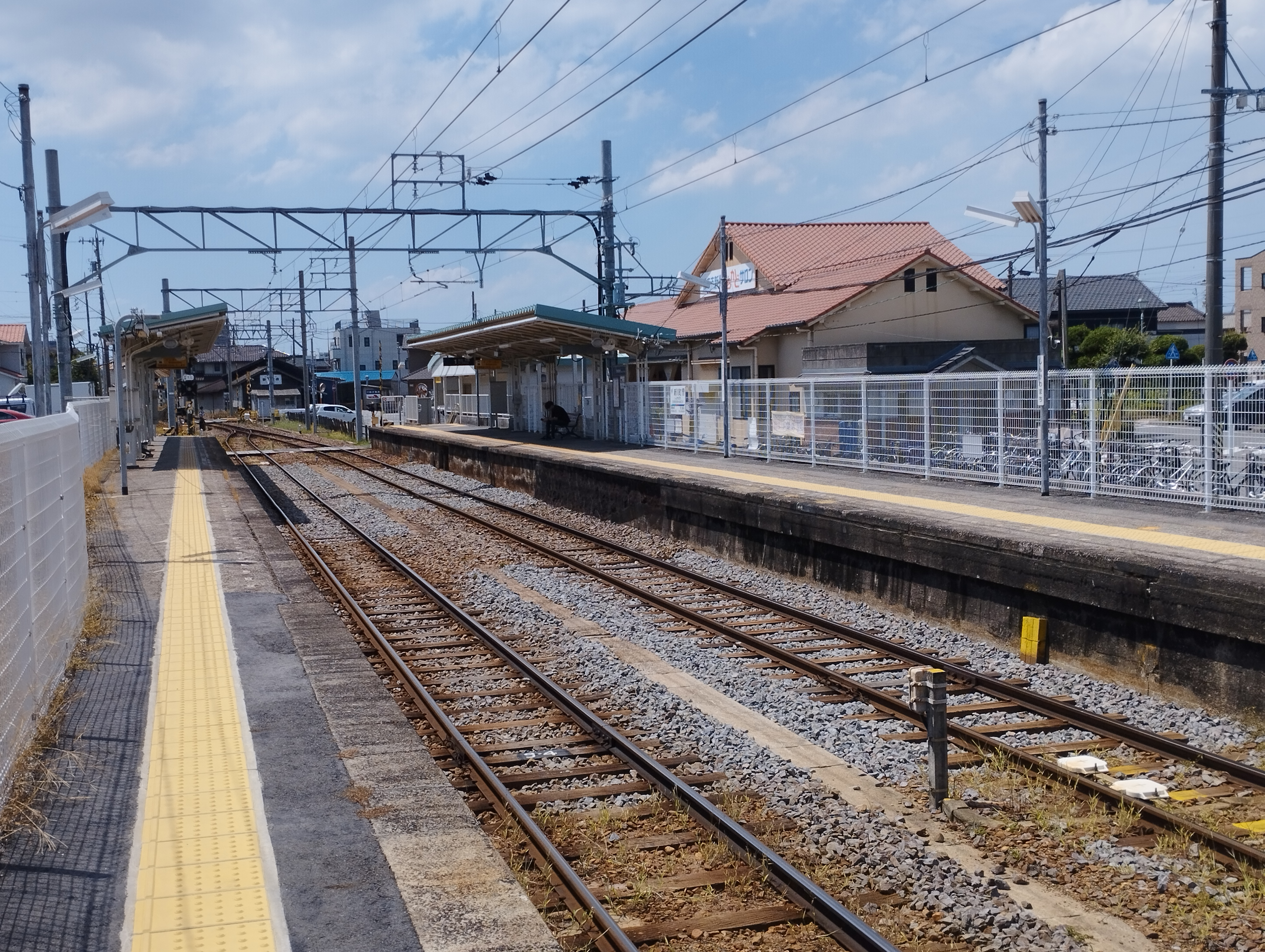
ホーム（2023年8月）
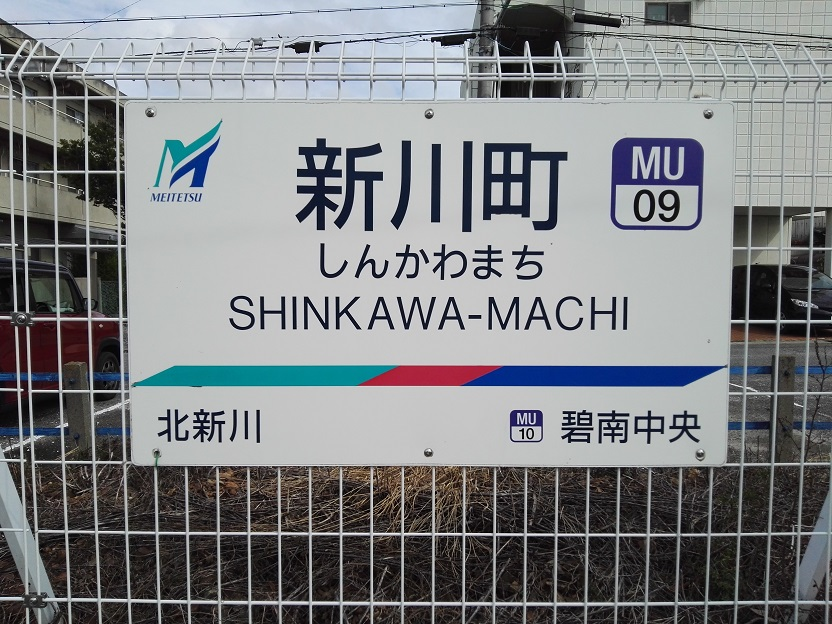
駅名標

### 配線図
| ← 刈谷・ 知立方面 | 新川町駅 構内配線略図 | → 碧南方面 |
| 凡例 出典:        |                       |            |

## 利用状況
- 『名鉄120年：近20年のあゆみ』によると2013年度当時の1日平均乗降人員は1,177人であり、この値は名鉄全駅（275駅）中210位、 三河線（23駅）中21位であった[15]。
- 『名古屋鉄道百年史』によると1992年度当時の1日平均乗降人員は1,231人であり、この値は岐阜市内線均一運賃区間内各駅（岐阜市内線・田神線・美濃町線徹明町駅 - 琴塚駅間）を除く名鉄全駅（342駅）中207位、 三河線（38駅）中21位であった[16]。
- 『愛知県統計年鑑』によると1日の平均乗車人員は、2006年度539人、2007年度535人である。三河線の駅では、23駅中20位である。
- 『碧南の統計』『移動等円滑化取組報告書』によると、近年の1日平均乗降人員は下表のとおりである[17][18]。

| 年度                | 1日平均 乗降人員 |
| ------------------- | ---------------- |
| 2009年（平成21年）  | 1,103            |
| 2010年（平成22年）  | 1,106            |
| 2011年（平成23年）  | 1,133            |
| 2012年（平成24年）  | 1,137            |
| 2013年（平成25年）  | 1,177            |
| 2014年（平成26年）  | 1,168            |
| 2015年（平成27年）  | 1,217            |
| 2016年（平成28年）  | 1,237            |
| 2017年（平成29年）  | 1,298            |
| 2018年（平成30年）  | 1,298            |
| 2019年（令和 元年） | 1,301            |
| 2020年（令和02年）  | 1,047            |
| 2021年（令和03年）  | 1,068            |
| 2022年（令和04年）  | 1,106            |
| 2023年（令和05年）  | 1,224            |

## 新川口支線
新川口支線は新川町駅から新川港まで通じていた三河線の貨物支線で、支線終点の新川口駅は新川港北岸の新川町浅間（現在の碧南市浅間町）に位置していた。大浜港の大浜口支線とともに三河鉄道と海運を結ぶ中継拠点となっていたが、新川口駅として独立していたのは1955年（昭和30年）までで、以降は新川町駅の構内側線として扱われた。

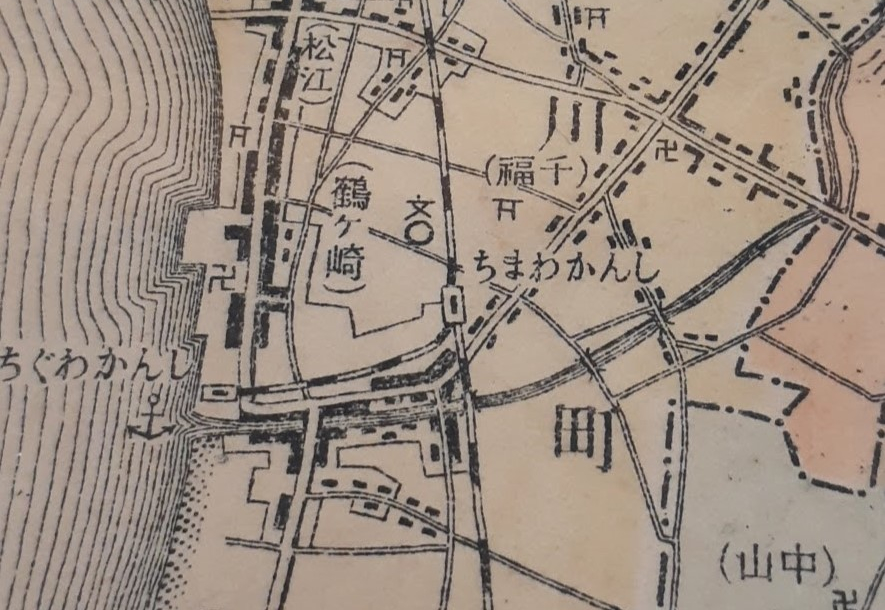
開通間もない頃の新川口支線（1917年）
配線図（1943年）
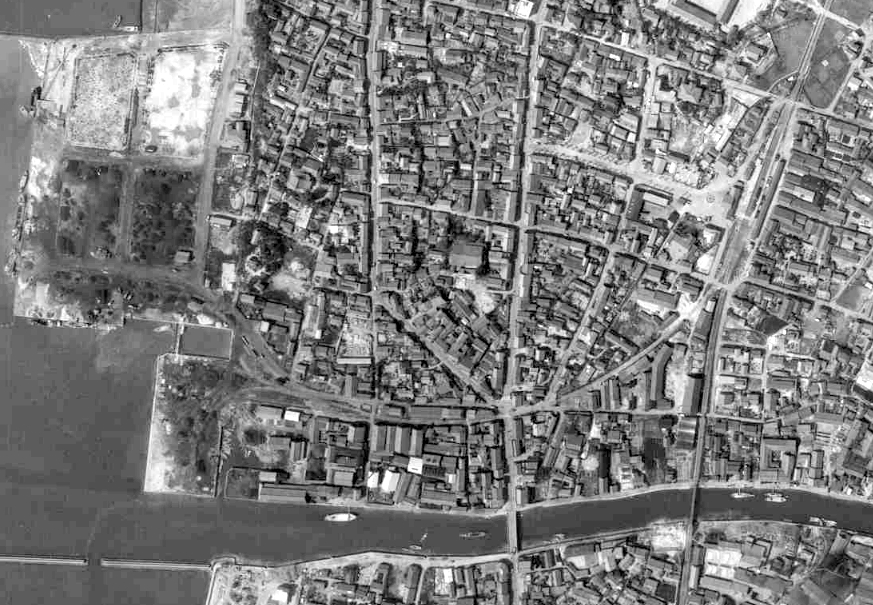
新川町駅構内側線時代の臨港線（1961年） 帰属：国土交通省「国土画像情報（カラー空中写真）」 配布元：国土地理院地図・空中写真閲覧サービス

## 駅周辺

### 主な施設
- 小林記念病院
- 国道247号
- 碧南市立新川中学校
- 碧南市立新川小学校
- 新川神社
- 新川港

### バス路線
くるくるバス
碧南市からの委託により、バス会社が運行する運賃無料の市内巡回バス

## 隣の駅
名古屋鉄道
MU 三河線（海線）
北新川駅（MU08） - 新川町駅（MU09） - 碧南中央駅（MU10）
三河線新川口支線（1955年（昭和30年）廃止）
新川町駅 - 新川口駅